# Myrmekologie

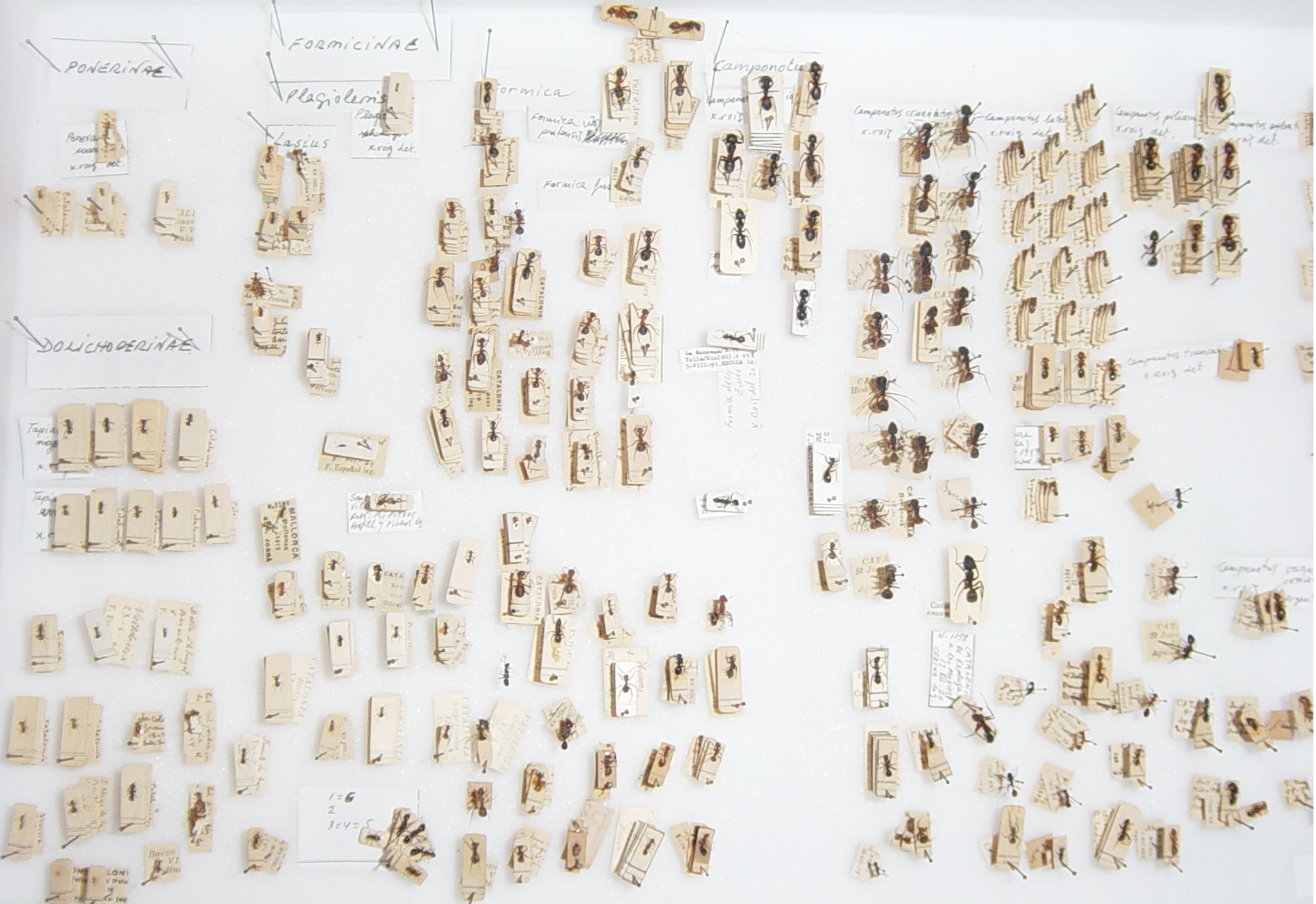
Ameisensammlung. Die Exemplare werden auf Kartonblättchen aufgeklebt. Diese werden mit einer Insektennadel in einem Schaukasten gruppiert.

Myrmekologie (zu altgriechisch μύρμηξ myrmex, deutsch ‚Ameise‘, und altgriechisch λόγος logos, deutsch ‚Lehre‘) ist ein griechisches Kunstwort und bezeichnet die Ameisenkunde, also die Erforschung von Ameisen. Dieser Neologismus wurde von William Morton Wheeler (1910) geprägt. Die Myrmekologie ist ein Teilgebiet der Entomologie. 

## Liste einflussreicher Myrmekologen
- Ernest André (1838–1914)
- Murray S. Blum (1929–2015)
- Barry Bolton (* 1938)
- Alfred Buschinger (* 1940)
- John Clark (1885–1956)
- Cedric Collingwood (1919–2016)
- Mark A. Deyrup (* 1947)
- Horace Donisthorpe (1870–1951)
- Auguste Forel (1848–1931)
- William Gould (1715–1799)
- Karl Gößwald (1907–1996)
- Bert Hölldobler (* 1936)
- Thomas Claverhill Jerdon (1811–1872)
- Laurent Keller (* 1961)
- Heinrich Kutter (1896–1990)
- Sir John Lubbock (1834–1913)
- Gustav Mayr (1830–1908)
- Derek Wragge Morley (1920–1969)
- Theodore Pergande (1840–1916)
- Felix Santschi (1872–1940)
- Bernhard Seifert (* 1955)
- Frederick Smith (1805–1879)
- Walter R. Tschinkel (* 1940)
- Cesare Baroni Urbani (* 1942)
- John Obadiah Westwood (1805–1893)
- William Morton Wheeler (1865–1937)
- Edward O. Wilson (1929–2021)